# Reprezentări artistice ale islamului în secolul al XXI-lea

## Arta și islamul

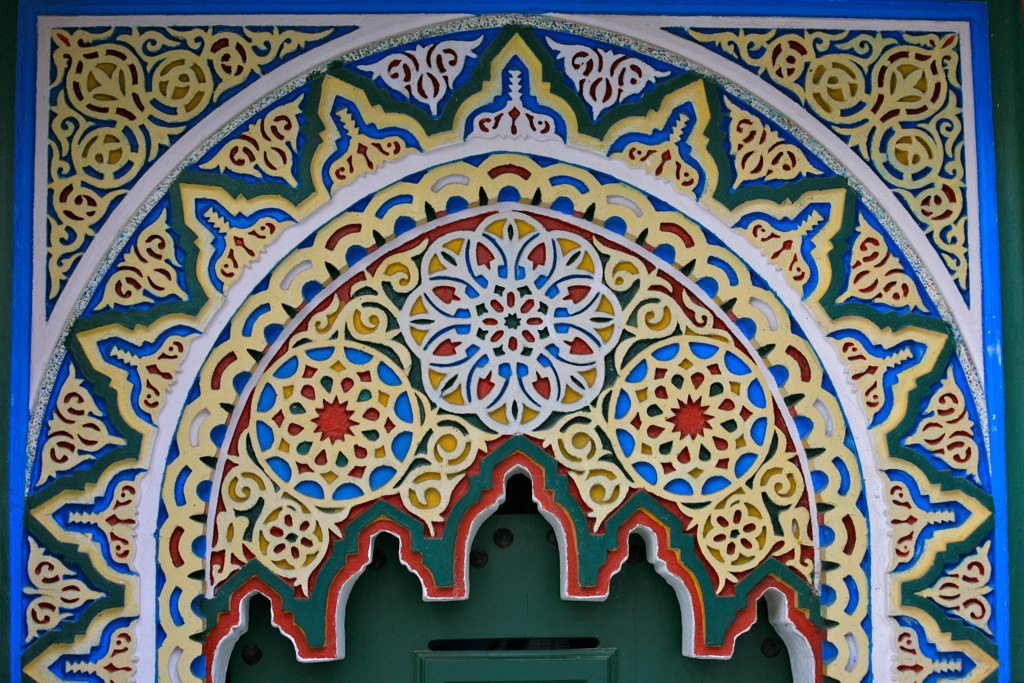

“Scopul artei nu este să reprezinte aparența exterioară a lucrurilor, ci semnificația lor interioară.” Aristotel 
De-a lungul anilor, religia musulmană a fost pusă sub prisma diverselor opinii și reprezentări. Cu precădere în mass-media ultimilor ani, aceasta a fost asociată terorismului internațional, având că principală cauza fundamentalismul Islamic. 
Femeia în islam și statutul acesteia a constituit adesea un subiect controversat în dezbateri, dând frâu liber diverselor interpretări și reprezetari atât pe plan mediatic cât și pe plan cinematografic și artistic. Filme ca "The Circle" și "The Stoning of Soraya M" conturează o imagine destul de generoasă asupra statutului femeii în cultură islamică de-a lungul vremii. 
Alt subiect de o considerabilă importanță care a constituit elementul multor reprezentări mediatice au fost practicile religioase musulmane și cutuma (conduita) musulmană.

## Artiști musulmani contemporani
În slujba unei interpretări și unei redări atât personale cât și obiective s-au angajat de-a lungul timpului și cu precădere în ultimii ani un număr considerabil de artiști, de origine sau cu rădăcini musulmane. Viziunea lor asupra fenomenelor din scena politică și socială arabă au dat naștere unor adevărate manifeste culturale ce se bucură de o apreciere profundă și genuină din partea unui public vast.

## Nume reprezentative
Inspirat de artistul palestinian Naji al-Ali, Khalid Albaih, un caricaturist sudanez născut în România s-a remarcat prin lupta sa împotriva guvernelor arabe și ocupației palestiniene, alegând ca prin creația să da dea o replică acestora. El a înființat seria de satire numite "Khartoon!" care ilustrează într-un mod cât mai original realitățile unei lumi mereu supuse criticilor și atacurilor altor culturi, devenind astfel vocea a milioane de oameni și manifestul celor dornici să militeze pentru un scop unic: acela al reabilitării imaginii islamului în rândul statelor creștine și al oferirii unei imagini cât mai complete și neutre asupra situație statelor arabe. 
După spusele lui Khalid Albaih, o mulțime de probleme au drept cauză clivajul și ciocnirea dintre civilizații. O altă cauză pentru aceste disensiuni este existența unor televiziuni și canale de informare diferite. Acest fapt stă la baza multor interpretări greșite și dezinformări. În încercarea de a atenua aceste desicronizări, Khalid Albaih a încercat să redea prin creația sa o imagine de ansamblu asupra unor evenimente de interes național petrecute în statele arabe. Implicarea sa a fost notabilă cu precădere în subiecte precum atacurile de la 11 septembrie, incidente privind libertatea de exprimare etc.

## Alți artiști
- Aadil Abedi
- Adam Williamson
- Avaes Mohammad
- Siddiqa Juma
- Ruh Al-Alam

## Problematica libertății de exprimare și cenzura
Într-o societate democratică, libertatea de exprimare reprezintă libertatea de a primi și comunica informații fără amestecul autorităților publice sau al altor instanțe. În realitate, lucrurile nu stau întocmai așa. Mulți artiști consideră că a fi parte dintr-o anumită societate implică automat un anumit nivel de auto-cenzurare bazat pe raționamente și principii ce variază în principal în funcție de factorul moralitate.
Cenzura și auto-cenzura sunt un subiect recurent. Din punct de vedere artistic, o astfel de „limitare” stimulează spiritul creativ, dând un nou sens și o nouă anvergură procesului în sine. De multe ori, auto-cenzura este considerată ca făcând parte din cutuma unor religii, ca și în cazul celei musulmane.

## Referinte externe
- http://www.adamwilliamson.com/
- http://muslimmuseum.org.uk/avaes-mohammad/
- http://muslimmuseum.org.uk/siddiqa-juma/